# آلبر اس. رودی
آلبر اس. رودی (فرانسوی: Albert S. Ruddy‎؛ زادهٔ ۲۸ مارس ۱۹۳۰ – درگذشتهٔ ۲۵ مهٔ ۲۰۲۴) تهیه‌کننده و فیلم‌نامه‌نویس اهل کانادا بود.
از فیلم‌ها یا مجموعه‌های تلویزیونی که وی در آن‌ها نقش داشته است می‌توان به پدرخوانده، طولانی‌ترین فاصله، متیلدا، کفش‌دوزک، مین ماشین، دختر میلیون‌دلاری، کلاود ۹، کمیل و سابوتاژ اشاره نمود.
وی همچنین برندهٔ جوایزی همچون جایزه اسکار بهترین فیلم شده است.